# Referendum costituzionale in Azerbaigian del 2009
Il referendum costituzionale in Azerbaigian del 2009 si svolse il 18 marzo 2009 per modificare la Costituzione dell'Azerbaigian.
Consisteva di 29 misure votate separatamente, alcune delle quali giudicate più controverse, come la proposta per abolire i limiti del mandato presidenziale (art. 101) e una misura per limitare notevolmente la libertà di stampa. Tra le altre modifiche, è stato anche proposto di cambiare i nomi della "Banca nazionale" in "Banca centrale" e dello "Ufficio esecutivo del Presidente" in "Amministrazione presidenziale". Elnur Aslanov, capo del dipartimento di analisi politica e supporto informativo dell'amministrazione presidenziale, ha affermato che lo scopo dei cambiamenti era quello di allineare la legge fondamentale del paese al nuovo livello di sviluppo raggiunto dal paese negli ultimi anni: "Dopo tutto, dal 1995 , quando è stata adottata la costituzione dell'Azerbaigian , molto è cambiato sia all'interno del paese che su scala globale".

## Critiche
L'opposizione ritieneva che la costituzione sarebbe stata riformata solo per permettere al presidente İlham Əliyev di candidarsi un numero illimitato di volte. I politici dell'opposizione hanno chiamato a boicottare il referendum.
La proposta di emendamento costituzionale è stata condannata anche dalla Commissione di Venezia del Consiglio d'Europa, la quale ha affermato che "Di norma, si può dire che l'abolizione dei limiti esistenti che impediscono la rielezione illimitata di un Presidente è un passo indietro, in termini di conquiste democratiche". Wojciech Sadurski, professore della Facoltà di Giurisprudenza dell'Università di Sydney, nel suo parere legale ha affermato che la condotta del governo azero nell'adozione dell'emendamento ha violato il principio di trasparenza e ha costituito una violazione del diritto europeo ai sensi la Convenzione europea dei diritti dell'uomo e il diritto internazionale.

## Risultati
I provvedimenti sono stati approvati, con l'approvazione dei provvedimenti tra l'87,14% e il 91,76%, il dissenso tra il 4,59% e il 7,24% e voti nulli tra il 3,64% e il 5,70%; l'affluenza è stata del 71,08%.

## Conseguenze
Sulla base dell'emendamento del 2013, İlham Əliyev si è candidato alla presidenza della repubblica per la terza volta.